# 米夏埃爾·艾斯
米夏埃爾·艾斯（法語：Mikhaël Hers；1975年2月6日—）是法國電影導演以及編劇。

## 生平
米夏埃爾·艾斯於2004年畢業自法國國家影像與聲音高等學院製作部門，並在拍攝首部長片前，他執導了數部中等長度的影片。
2018年，他執導的《我的巴黎舅舅》於第75屆威尼斯影展地平線單元中世界首映。該片亦獲得東京國際影展東京大獎以及最佳劇本獎。
2022年，他完成的第4部劇情長片《巴黎夜旅人》獲選為第72屆柏林影展正式競賽片。

## 電影作品

### 劇情長片
- 2010年：《記憶小巷（法语：Memory Lane (film)）》(Memory Lane)
- 2015年：《夏日情事》(Ce sentiment de l'été)
- 2018年：《我的巴黎舅舅（法语：Amanda (film, 2018)）》(Amanda)
- 2022年：《巴黎夜旅人》

### 中/短片
- 2006年：《夏爾》(Charell)
- 2007年：《櫻草花山》(Primrose Hill)
- 2009年：《蒙帕納斯（法语：Montparnasse (film)）》(Montparnasse)

## 外部連結
- 米夏埃爾·艾斯在互联网电影资料库（IMDb）上的資料（英文）